# Mecicobothrium
Mecicobothrium és un gènere d'aranyes migalomorfes de la família dels mecicobòtrids (Mecicobothriidae). Fou descrita primer per Holmberg l'any 1882.
L'any 2016, el World Spider Catalog acceptava les següents dues espècies:
- Mecicobothrium baccai Lucas, Indicatti, Brescovit & Francisco, 2006
- Mecicobothrium thorelli Holmberg, 1882